# کارل-ریشارت فرای
کارل-ریشارت فرای (آلمانی: Karl-Richard Frey؛ زادهٔ ۱۱ ژوئیهٔ ۱۹۹۱) جودوکار اهل آلمان است.